# Голиков Олександр Миколайович
Олександр Голиков (рос. Александр Голиков, нар. 26 листопада 1952, Пенза) — радянський хокеїст, що грав на позиції нападника. Грав за збірну команду СРСР.

## Ігрова кар'єра
Старший брат Володимира Голикова. Вихованець пензенської хокейної школи «Труд».
Професійну хокейну кар'єру розпочав 1967 року виступами за клуб «Дизель» (Пенза).
З 1971 по 1976, виступав за «Хімік» (Воскресенськ).
З 1976 по 1983, захищав кольори команди «Динамо» (Москва).
Загалом в чемпіонатах СРСР провів 385 матчів, закинув 225 шайб.
Виступав за збірну СРСР, провів 74 матчі, закинув 32 шайби.

## Досягнення
У складі збірної СРСР:
Зимові Олімпійські ігри
- Срібний призер: 1980 (Лейк-Плесід)

Чемпіонат світу
- Чемпіон (2): 1978, 1979
- Срібний призер: 1976
- Бронзовий призер : 1977

Чемпіонат Європи
- Чемпіон (2): 1978, 1979
- Бронзовий призер (2): 1976, 1977

Кубок Канади
- Володар Кубка Канади: 1981

У складі «Динамо» (Москва):
Чемпіонат СРСР
- Срібний призер (4): 1977, 1978, 1979, 1980
- Бронзовий призер (3): 1981, 1982, 1983

Фіналіст кубка СРСР : 1979